# Daewoo Prince
Daewoo Prince — седан бізнес-класу, що випускався південнокорейської компанією Daewoo Motors з 1983 по 1997 рік. Він був побудований на базі Opel Rekord E, проте зовнішній вигляд був злегка змінений. Автомобіль міг оснащуватися 3 чотирициліндровими двигунами — 1,5, 1,8- або 2-літровими атмосферними бензиновими моторами, що виготовлялись Opel. У більш дорогій комплектації автомобіль носив ім'я Super Salon, також була подовжена версія Brougham.
- Розмірність шин — 195/70R14
- Кузов — сталевий монокок

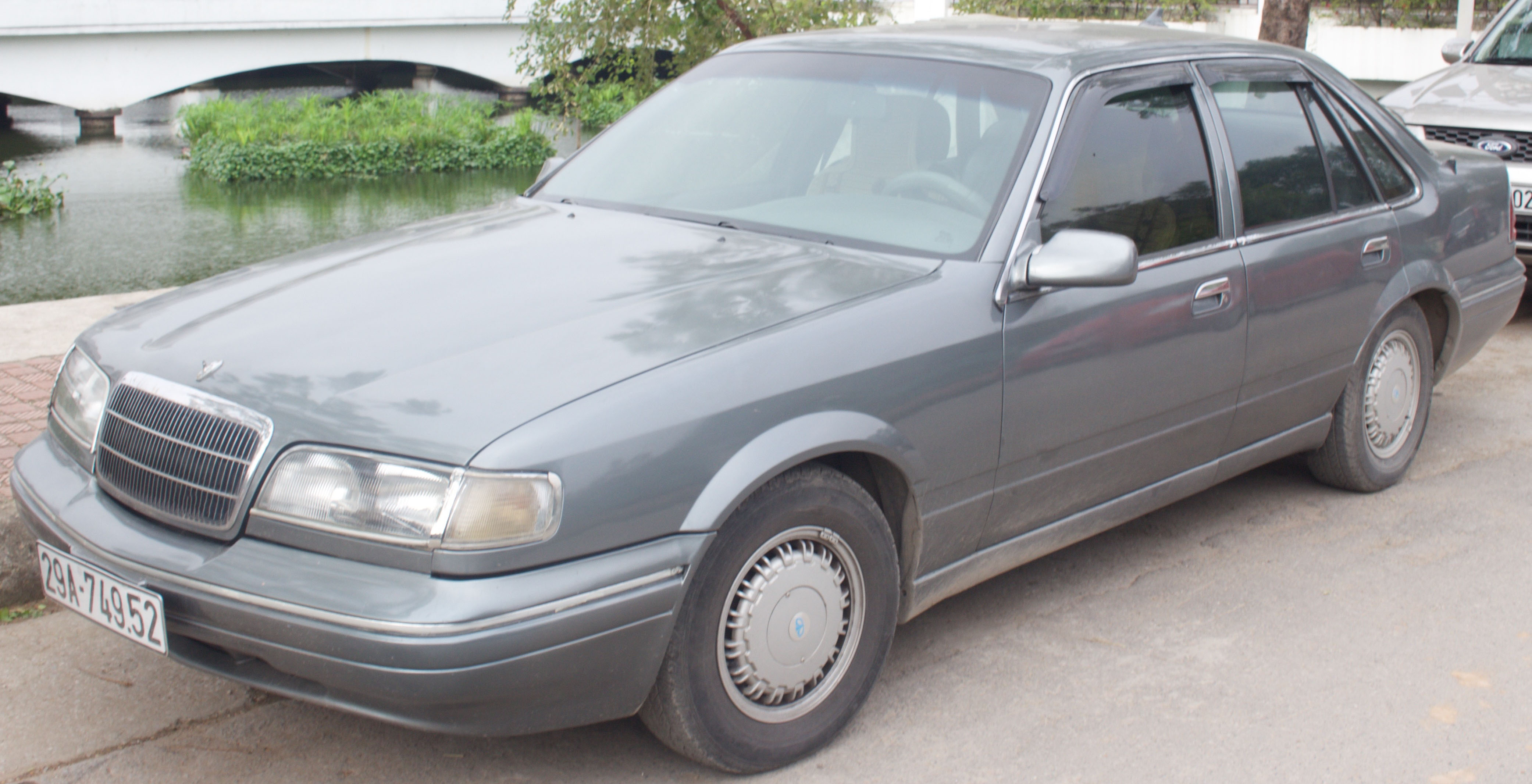
Daewoo Super Salon

- Передня підвіска — незалежна, на поздовжніх важелях, пружинна, стабілізатор поперечної стійкості
- Задня підвіска — незалежна, на поздовжніх важелях, стабілізатор поперечної стійкості[2]
- Кермове управління — Rack & Pinion
- Передні гальма — дискові (розмірність — 236 мм)
- Задні гальма — барабанні

## Двигуни
- 1.8 л Opel Family II І4 95 к.с.
- 2.0 л Opel Family II І4 110 к.с.
- 2.0 л Opel Family II DOHC І4 132 к.с.